# Aika Akutagawa
Pour les articles homonymes, voir Akutagawa (homonymie).
Aika Akutagawa (芥川 愛加, Akutagawa Aika) est une joueuse de volley-ball japonaise née le 3 avril 1991 à Uto (préfecture de Kumamoto). Elle mesure 1,80 m et joue au poste de centrale. Elle totalise 44 sélections en équipe du Japon.

## Clubs
| Club                      | De        | À         |
| ------------------------- | --------- | --------- |
| Higashi Kyushu Ryukoku HS |           | 2009-2010 |
| JT Marvelous              | 2010-2011 | …         |

## Palmarès

### Équipe nationale
- Championnat d'Asie et d'Océanie des moins de 18 ans
  - Vainqueur : 2007.
- Championnat d'Asie et d'Océanie des moins de 20 ans
  - Vainqueur : 2008.

### Clubs
- V Première Ligue
  - Vainqueur : 2011, 2020.
  - Finaliste : 2018.
- Tournoi de Kurowashiki
  - Vainqueur : 2011, 2012, 2015, 2016.